# Крістіан Маєргефер
Крістіан Маєргефер (нім. Christian Mayerhöfer, 16 червня 1971) — німецький хокеїст на траві.
Олімпійський чемпіон 1992 року, учасник 1996, 2000 років.
Чемпіон світу 2002 року, бронзовий призер 1998 року.
Переможець Трофею чемпіонів 1995, 1997, 2001 років, срібний призер 1993, 1994, 2000 років, бронзовий призер 1996 року.